# Jules de Pierre de Bernis
Pour les articles homonymes, voir Bernis.
Pour les autres membres de la famille, voir Famille de Pierre.
Jules de Pierre de Bernis, dit le comte de Bernis est un homme politique français, né le 8 janvier 1842 à Nîmes (Gard), mort le 16 juillet 1902 au château de La Marine, près de Nîmes. Il est notamment député du Gard de 1889 à 1898.

## Mandats électifs
- Conseiller municipal de Nîmes (1871-?)
- Conseiller général du Canton de Nîmes-3 (1880-1902)
- Député du Gard (1889-1898)

## Sources
- « Jules de Pierre de Bernis », dans le Dictionnaire des parlementaires français (1889-1940), sous la direction de Jean Jolly, PUF, 1960 [détail de l’édition]